# Kandlerův dům
Kandlerův dům je měšťanský dům na náměstí Krále Jiřího z Poděbrad v Chebu. Je pojmenovaný podle prvního známého majitele, Hanse Kandlera, jenž dům vlastnil od roku 1500 do roku 1510. Roku 1634 v domě pobýval ženevský astrolog Gianbatista Zeno.
Dům má přísně empírové průčelí doplněné o velké sochy (podobizny strážného anděla a Boha Otce) umístěné nad kordonovou římsou mezi prvním a druhým patrem. Přízemí bylo narušeno moderními vestavbami obchodů.